# St Michael's Church (Linlithgow)

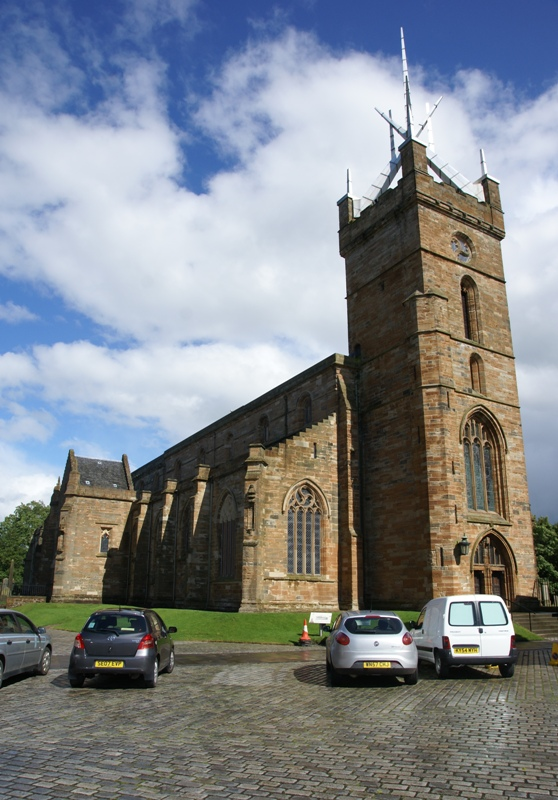
St Michael's Church in Linlithgow.

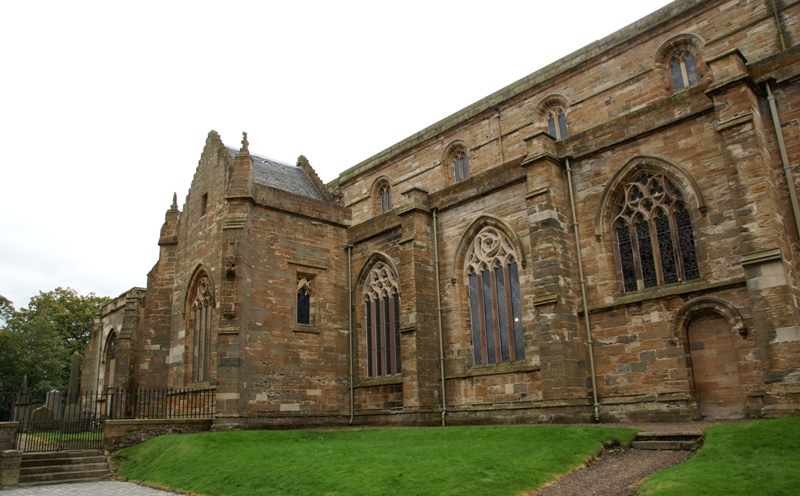
De noordelijke zijde van de kerk.

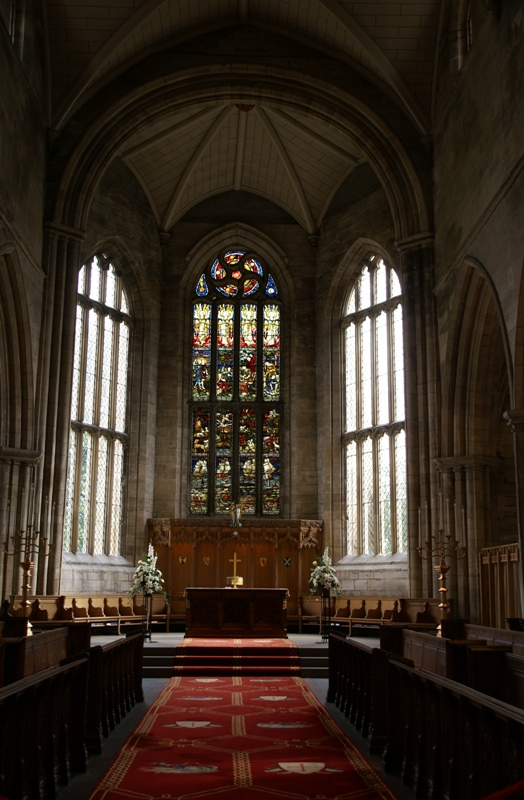
Het koor.

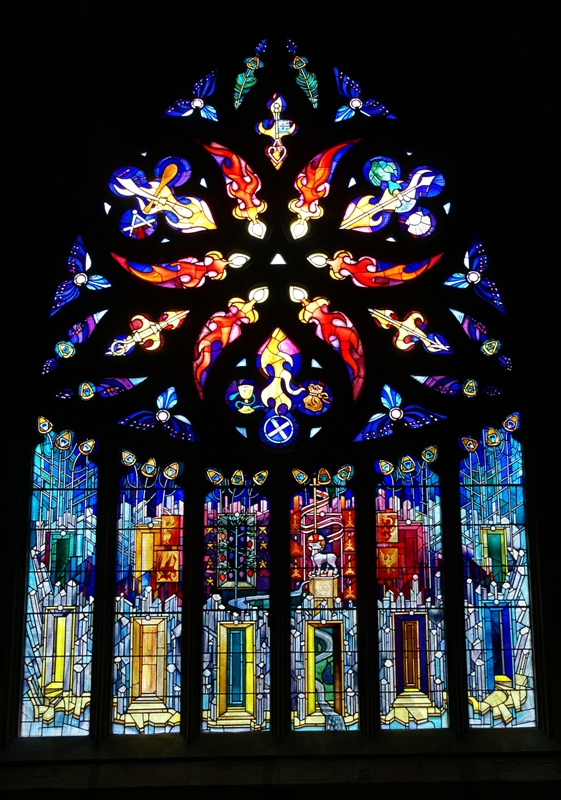
"Pinksteren" door Crear McCartney (1992).

St Michael's Church, ook bekend als St Michael's Parish Church, is een vijftiende-eeuwse kerk, gelegen in Linlithgow in de Schotse regio West Lothian. De kerk dient als parochiekerk van de Church of Scotland in Linlithgow.
Het gebouw is in beheer bij de Church of Scotland.

## Geschiedenis

### Voor de Reformatie
Reeds in 1138 werd er melding gemaakt van een kerk op de plaats waar thans St Michael's Church staat. In 1242 werd St Michael's Church (vermoedelijk opnieuw) gewijd door David de Bernham, bisschop van St Andrews, vermoedelijk om de verandering van de keltische christelijke riten naar de Romeinse christelijke riten te benadrukken. De kerk is gewijd aan Sint Michael.
Aan het begin van de veertiende eeuw was een strijd gaande tussen Engeland en Schotland over de Schotse onafhankelijkheid. Eduard I van Engeland veranderde de koninklijke residentie in Linlithgow in een vesting om het beter te kunnen verdedigen. Hierbij werd St Michael's Church, die naast deze residentie lag, deel van de versterking. De kerk werd ingericht als opslagplaats. Nadat de Engelsen waren verslagen in de Slag bij Bannockburn keerde Eduard II, die zijn vader Eduard I was opgevolgd, in 1314 terug naar Engeland. De versterkingen in Linlithgow werden afgebroken en de kerk werd hersteld. In 1382 deed de Schotse kroon een schenking ten behoeve van de bouw van de kerktoren. Het is onbekend of dit een nieuwe toren betrof of slechts de reparatie van een bestaande toren.
In 1424 werden zowel Linlithgow Palace als de kerk door een brand ernstig beschadigd. De kerk werd vrijwel geheel herbouwd door John Frensch en zijn zoon Thomas. Tijdens de regeringen van Jacobus I, Jacobus II, Jacobus III, Jacobus IV en Jacobus V werden er regelmatig grote werkzaamheden verricht aan de kerk. Zo stamt het huidige schip uit de eerste helft van de vijftiende eeuw en het huidige koor uit de tweede helft van de vijftiende eeuw.
In 1531 werd de apsis aan het koor gerealiseerd. Hiermee waren de werkzaamheden aan de kerk voltooid. Op 23 oktober 1540 werd een proost aangesteld.

### Na de Reformatie
Op 29 juni 1559 vielen de volgelingen van de Reformatie de kerk binnen. Zij verwijderden alle afbeeldingen en beelden, behalve een afbeelding van St Michael, en vernielden de meer dan twee dozijn altaren. De kerk werd vervolgens gebruikt door de gereformeerden. Een deel van de kerk werd gebruikt voor andere doeleinden, zoals de opslag van hout in 1620. In de periode 1645-1646 heerste er pest in Edinburgh en daarom week de Universiteit van Edinburgh onder meer uit naar de kerk van Linlithgow om colleges te geven.
Na de Slag bij Dunbar in 1650 namen de troepen van Oliver Cromwell Linlithgow Palace en de kerk in en brachten versterkingen aan. In het triforium van de St Michael's Church sliepen soldaten en in het schip waren paarden gestald.
In 1656 werd de kerk middels een muur verdeeld in twee delen, zodat twee verschillende stromingen binnen de gereformeerde kerk er tegelijk diensten konden houden. In 1660 waren beide stromingen weer verenigd en werd de muur verwijderd. In het schip werden galerijen aangebracht en het koor werd gebruikt als begraafplaats. In 1812 werd het koor weer in gebruik genomen voor de dienst en werden er eveneens galerijen aangebracht. Het doksaal werd verwijderd, waardoor het schip en het koor één geheel werden. De galerijen in het schip werden verwijderd en een deel van het schip werd in gebruik genomen als vestibule. Het eiken dak van de kerk werd vervangen door een gepleisterd plafond. In 1821 werd de stenen kroon van de kerktoren verwijderd omdat deze kroon instabiel was.
In de periode 1894-1896 werd St Michael's Church gerestaureerd. Hierbij werden onder meer de galerijen verwijderd en werd de vloer van het schip teruggebracht naar het oorspronkelijke niveau. Een sacristie werd aan de kerk aangebouwd. De kerk werd opnieuw ingericht.
In de jaren zestig en negentig van de twintigste eeuw werden het metselwerk en het dak uitgebreid gerestaureerd. In 1964 werd een nieuwe kroon op de kerktoren geplaatst.

## Bouwkundige bijzonderheden
De St Michael's Church ligt aan de zuidzijde van Linlithgow Palace. De kerk is oost-westelijk georiënteerd. De kerk heeft een kruisvormige plattegrond, waarbij het schip en het koor even breed zijn en zijn voorzien van zijbeuken. De toren bevindt zich aan het westelijk uiteinde. De kerk is 56 meter lang, 32 meter breed en 28 meter hoog.
Bij de kerk ligt een begraafplaats, waar zich een vroeg negentiende-eeuwse mortsafe (letterlijk: doodskluis) bevindt, om diefstal van dode lichamen te voorkomen.
Aan de westzijde van het zuidelijke portaal bevindt zich het beeld van Sint Michael, dat de beeldenstorm van 1559 overleefde.
De kroon op de kerktoren werd ontworpen door Geoffrey Clarke en stelt de doornenkroon voor. De kroon bestaat uit gelamenteerd hout bedekt met aluminium.
In het zuidelijk transept bevindt zich een gebrandschilderd raam uit 1992 ontworpen door Crear McCartney. Hierop is Pinksteren afgebeeld: twaalf vuurtongen likken de traditionele symbolen van de twaalf apostelen. Vlindervleugels en pauwenveren stellen de verrezen Christus voor.

## Folklore
Er gaat een verhaal dat Jacobus IV van Schotland in de Saint Katherine's Aisle, in het zuidelijk transept van de kerk, een waarschuwing kreeg van een geestverschijning die hem zei geen oorlog te gaan voeren met Engeland. De koning negeerde deze waarschuwing en verloor zijn leven in de Slag bij Flodden Field in 1513.